# Oświata w Irlandii
Oświata w Irlandii – system oświatowy w Irlandii kierowany jest centralnie przez Ministerstwo Edukacji i Umiejętności (irl. An Roinn Oideachais agus Scileanna, ang. Department of Education and Skills). 
Sprawuje ono nadzór, decyduje o zmianach, w jego gestii są również programy nauczania, a także kontrola pracy nauczycieli. Możliwość tworzenia szkół mają osoby prywatne, władze kościelne, czy inicjatywy lokalne poszczególnych hrabstw. 90% wszystkich szkół w kraju należy do Kościoła katolickiego. Edukacja odbywa się w języku angielskim lub irlandzkim (irl. Gaelscoileanna).
Obowiązek szkolny w Irlandii trwa od 6 do 15 roku życia. Alfabetyzm w Irlandii, czyli zdolność pisania i czytania powyżej 15 roku życia wynosi ogółem – 99% (2003 r.)
Zawód nauczyciela w Irlandii jest zawodem regulowanym, od roku szkolnego 2012/2013 każdy nauczyciel, zatrudniony na stawkach państwowych musi być zarejestrowany w Radzie Nauczania (irl. An Comhairle Mhúinteoireachta, ang. The Teaching Council). Instytucja ta dba o odpowiednie przygotowanie merytoryczne nauczycieli i rozpoznaje zdobyte nauczycielskie kwalifikacje zawodowe.

## System szkolnictwa[5]
90% wszystkich szkół w kraju należy do Kościoła katolickiego. Państwo opłaca większość kosztów prowadzenia tych placówek, a budynki, w których się znajdują są własnością kościelną. W związku z tym Kościół ma prawo określania ich „etosu”, co oznacza m.in. prawo decydowania o rekrutacji, w tym prawo odrzucania dzieci nieochrzczonych (tzw. „bariera chrztu”). Od września 2018 obowiązuje ustawa usuwająca prawo selekcji religijnej uczniów w szkołach finansowanych przez państwo. Do 2030 rząd planuje utworzyć minimum 400 (do 13% ogółu) szkół bezwyznaniowych lub wielowyznaniowych.

### Przedszkola
Przedszkola (irl. Luath-Óige, ang. Early Childhood/Pre-school) – nie są one obowiązkowe, a ze względu na miesiąc urodzenia dzieci zaczynają naukę w wieku trzech lub czterech lat. Szkolne prawo umożliwia rozpoczęcie nauki w wieku czterech, pięciu lub sześciu lat w szkole podstawowej. Prawie 40% dzieci rozpoczyna naukę w wieku 4 lat, a większość dzieci w piątym roku życia.

### Szkoła podstawowa
Szkoła podstawowa (irl. Bunscoil, ang. Primary school) – jest obowiązkowa, bezpłatna, powszechna i wyznaniowa. Szczebel ten charakteryzuje się dość dużą swobodą zarówno pod względem stosowanych przez nauczycieli metod nauczania, jak i planu zajęć. W szkole podstawowej obowiązuje podstawa programowa (ang. curriculum) z 1999 roku oraz kształcenie zintegrowane przez cały okres jej trwania. W wyniku przeprowadzanych testów i sprawdzianów, uczeń zostaje dopuszczony do rozpoczęcia nauki w szkole ponadpodstawowej.
Szkoła podstawowa trwa osiem lat (dwie klasy „Infants” plus 6 klas):
- Junior Infants (irl. Naíonáin Shóisearacha) – wiek 4–6
- Senior Infants (irl. Naíonáin Shinsearacha) – wiek 5–7
- First Class (irl. Rang a hAon) – wiek 6–8
- Second Class (irl. Rang a Dó) – wiek 7–9
- Third Class (irl. Rang a Trí) – wiek 8–10
- Fourth Class (irl. Rang a Ceathar) – wiek 9–11
- Fifth Class (irl. Rang a Cúig) – wiek 10–12
- Sixth Class (irl. Rang a Sé) – wiek 11–13

Program nauczania szkoły podstawowej podzielony jest na:
- język irlandzki oraz angielski
- matematykę
- edukację społeczną, środowiskową i naukową (ang. Social, Environment and Scientific Education)
- sztukę łącznie muzyką, sztukami wizualnymi i dramatem (ang. Arts Education, including Visual Arts, Music and Drama)
- wychowanie fizyczne
- edukację społeczną, osobistą i zdrowotną (ang. Social, Personal and Health Education)

Państwo jest założycielem szkół religijnych, wieloreligijnych, niereligijnych oraz szkół irlandzkojęzycznych (irl. Gaelscoileanna). Na 3159 szkół podstawowych 246 jest irlandzkojęzycznych, a 32 szkoły są w części irlandzkojęzyczne.
Najczęściej szkoły podstawowe zarządzane są przez organizacje religijne. W 2011 roku w Irlandii istniało 3159 szkół podstawowych i 141 specjalnych (117 katolickich, 1 międzyreligijna, 12 wieloreligijnych i 10 innych).
Poniższa tabela pokazuje podział szkół ze względu na etos (z wyłączeniem szkół specjalnych).
| Typ                            | Liczba (wszystkie: 3159) | Procent |
| ------------------------------ | ------------------------ | ------- |
| rzymskokatolicki               | 2875                     | 91%     |
| anglikański (Kościół Irlandii) | 180                      | 5,7%    |
| wieloreligijny                 | 77                       | 2,4%    |
| prezbiteriański                | 14                       | 0,4%    |
| międzyreligijny                | 8                        | 0,3%    |
| muzułmański                    | 2                        | 0,1%    |
| metodystyczny                  | 1                        | <0,1%   |
| żydowski                       | 1                        | <0,1%   |
| kwakierski                     | 1                        | <0,1%   |

### Szkoła ponadpodstawowa
Szkoła ponadpodstawowa (irl. Iarbhunoideachas, ang. post primary school) – obejmuje szkoły średnie (irl. meánscoileanna, ang. secondary), zawodowe(irl. gairmscoileanna, ang. vocational), społeczne (irl. scoileanna pobail, ang. community) oraz wszechstronne (irl. scoileanna cuimsitheacha, ang. comprehensive). Szkoły średnie są własnością prywatną, szkoły zawodowe zarządzane są przez Zawodowe Komitety Edukacyjne (irl. Coistí Gairmoideachais, ang. Vocational Education Committees), szkoły społeczne i wszechstronne przez rady zarządzające różnych organizacji.
Szkoły ponadpodstawowe podzielone są na dwa cykle:
- młodszy cykl (irl. Timthriall Sóisearach, ang. Junior Cycle) który jest obowiązkowy, trwający trzy lata, zakończony egzaminem Junior Certificate.
- starszy cykl (irl. Timthriall Sinsearach, ang. Senior Cycle) nieobowiązkowy, trwa dwa lub trzy lata zakończony jednym z trzech egzaminów:
  - tradycyjnym – Leaving Certificate (LC)
  - zawodowym – Leaving Certificate Vocational Programme (LCVP)
  - praktycznym – Leaving Certificate Applied (LCA)

Egzamin praktyczny uniemożliwia kontynuację nauki na studiach wyższych.
Poniższa tabela pokazuje podział szkół ze względu na etos
| Typ                            | Liczba (wszystkie: 722) | Procent |
| ------------------------------ | ----------------------- | ------- |
| rzymskokatolicki               | 352                     | 48,8%   |
| międzyreligijny                | 333                     | 46,1%   |
| anglikański (Kościół Irlandii) | 23                      | 3,2%    |
| wieloreligijny                 | 10                      | 1,4%    |
| kwakierski                     | 2                       | 0,3%    |
| metodystyczny                  | 1                       | 0,1%    |
| żydowski                       | 1                       | 0,1%    |

### Szkoła pomaturalna
Szkoła pomaturalna (irl. Breisoideachas & Oiliúnt, ang. Further Education and Training) – obejmuje edukację i praktyki, które nie są częścią szkolnictwa wyższego, głównie przygotowanie zawodowe i kursy.

### Szkolnictwo wyższe
Szkolnictwo wyższe (irl. Ard-Oideachas, ang. Higher education) – podzielone jest na sektor:
- uniwersytecki, oferujący programy studiów w takich dziedzinach jak nauki humanistyczne, techniczne, ścisłe, społeczne, medyczne;.
- nieuniwersytecki, do którego należą:
  - instytuty techniczne;
  - kolegia edukacyjne
  - także prywatne kolegia dające kwalifikacje zawodowe.

### Uznawanie kwalifikacji
Rozpoznawanie kwalifikacji (irl. Cáilíochtaí Aithint, ang. Qualifications Recognition) – Irlandia uznaje kwalifikacje zgodnie z Dyrektywą Parlamentu Europejskiego i Rady 2005/36/WE. Ogólnym rozpoznawaniem kwalifikacji zajmuje się National Qualifications Authority of Ireland (irl. Údarás Náisiúnta Cáilíochtaí na hÉireann, ang.), który bezpłatnie porównuje posiadane kwalifikacje do Narodowych Ram Kwalifikacji. Urząd zajmuje się także poradami w sprawie uznawania kwalifikacji w zawodach regulowanych wskazując odpowiedzialną za to instytucję.

## Szkoły wyższe
Szkolnictwo wyższe składa się głównie z 7 uniwersytetów, 14 instytutów technicznych (politechnik), 7 college edukacyjnych. Szkoły posiadają kwalifikacje do nadawania stopni:
- Higher Certificate – po ukończeniu dwóch lat studiów
- Ordinary Bachelors Degree – licencjat -po ukończeniu trzyletnich studiów dziennych
- Honours Bachelors Degree – wyższy licencjat – otrzymuje się go po skończeniu 3-4 letnich studiów
- Graduate Diploma – certyfikat dla studentów podyplomowych, najczęściej po jednorocznym kursie zawodowym
- Master degree – magister – studia 1–2-letnie
- Doktorat – najwyższy stopień naukowy – trzyletnie studia badawcze[11].

## Narodowe Ramy Kwalifikacji
Narodowe Ramy Kwalifikacji – (irl. Creatoibre Náisiúnta na gCáilíochtaí -oficjalny skrót CNC, ang. National Framework of Qualifications – skrót NFQ) – jest to system umożliwiający porównanie kwalifikacji zdobytych w różnych szkołach, poprzez różne instytucje (np. FETAC, HETAC). Zapewnia także, że zdobyte kwalifikacje są odpowiedniej jakości i są rozpoznane w kraju i zagranicą.
| poziom ERK | poziom NFQ | Przyznanie                               | polski odpowiednik |
| ---------- | ---------- | ---------------------------------------- | --- |
| 1          | 1          | Level 1 Certificate                      | – |
| 1          | 2          | Level 2 Certificate                      | Świadectwo ukończenia szkoły podstawowej                                                                              |
| 2          | 3          | Level 3 Certificate Junior Certificate   | Świadectwo ukończenia gimnazjum                                                                                       |
| 3          | 4          | Level 4 Certificate Leaving Certificate  | Świadectwo ukończenia szkoły zawodowej                                                                                |
| 3          | 4          | Level 4 Certificate Leaving Certificate  | Świadectwo ukończenia – liceum ogólnokształcącego, liceum profilowanego, technikum, świadectwo dojrzałości lub matura |
| 4          | 5          | Level 5 Certificate Leaving Certificate  | |
| 4          | 5          | Level 5 Certificate Leaving Certificate  | Świadectwo ukończenia szkoły policealnej                                                                              |
| 5          | 6          | Advanced Certificate                     | – |
| 5          | 6          | Higher Certificate                       | – |
| 6          | 7          | Ordinary Bachelor’s degree               | – |
| 6          | 8          | Honours Bachelor’s degree Higher diploma | licencjat lub inżynier                                                                                                |
| 7          | 9          | Master’s degree Postgraduate diploma     | magister |
| 8          | 10         | Doctorate degree Higher doctorate        | doktor, doktor habilitowany                                                                                           |